# Kvarntjärnen, Härjedalen
Kvarntjärnen är en sjö i Härjedalens kommun i Härjedalen och ingår i Ljusnans huvudavrinningsområde.